# Mary Taylor Slow
Mary Taylor Slow (Sheffield, 15 de julio de 1898 – Malvern, 26 de mayo de 1984) fue una física británica que trabajó en la teoría de ondas de radio y la aplicación de ecuaciones diferenciales a física. Fue la primera mujer que se dedicó profesionalmente al estudio de las ondas de radio.

## Formación
Mary Taylor nació en Sheffield (Inglaterra). Sus padres eran maestros de escuela. Se educó en la Escuela Elemental de Pomona Street, en Sheffield y continuó en el instituto de esta ciudad, donde ganó una beca Clothworker para Girton College, en la Universidad de Cambridge. Estudió las Ciencias Naturales. En 1919 le fue otorgada el equivalente de un título de grado y en 1920 se graduó en Matemáticas y Ciencias Naturales.

## Carrera y investigación
Taylor continuó estudiando en Girton College con una serie de becas de investigación. De 1922 a 1924 fue profesora ayudante de Matemáticas en Girton. Durante este tiempo se interesó en la teoría de ondas de radio y comenzó a investigar bajo la tutela de Edward Appleton, que entonces era ayudante de física experimental en los Laboratorios Cavendish de Cambridge.
Cuando Appleton dejó Cambridge para pasar al King's College de Londres, Taylor pasó de Cambridge a la Universidad de Gotinga en Alemania. Aquí obtuvo su doctorado en 1926, con una tesis sobre aspectos de las ondas electromagnéticas que escribió en alemán.
A Taylor le fue otorgada una beca de investigación Yarrow que le permitía quedarse en Gotinga y continuar su trabajo sobre ondas electromagnéticas con el profesor Richard Courant.
En 1929 Taylor regresó al Reino Unido y trabajó como Oficial Científico en la Estación de Investigación sobre Radio de Slough (Berkshire), que entonces formaba parte del Departamento de Investigación Científica e Industrial del Reino Unido y del Laboratorio Nacional de Física, el cual sería posteriormente el Laboratorio Físico Nacional. Allí continuó investigando sobre la teoría de ondas electromagnéticas, especializándose en la teoría magneto-iónica de propagación de las ondas radiofónica y en la aplicación de ecuaciones diferenciales a la física y la radio. Durante este periodo publicó dos trabajos en los Proceedings of the Physical Society, ambos referidos a aspectos de la Ecuación de Appleton-Hartree. Taylor fue miembro de la Sociedad Matemática de Londres y de la Sociedad Filosófica de Cambridge.

## Vida personal
En 1934 Taylor se casó con Ernest Clive Slow, por lo que debido a las normas entonces vigentes hubo de abandonar su puesto en la Estación de Investigación sobre Radio. Tuvieron dos hijas.
Taylor trabajó para la publicación Wireless Engineer, traduciendo y resumiendo publicaciones sobre el tema. Clive Slow pasó a trabajar para el Establecimiento de Investigación y Desarrollo de la Defensa Aérea, por lo que la familia se trasladó a Malvern. Desde ese momento, Taylor enseñó matemáticas en las escuelas locales, entre ellas la Worcester Grammar School for Girls y la Lawnside School, en Malvern. Falleció en Malvern el 26 de mayo de 1984.